# Felix Stephan Huber
Felix Stephan Huber (* 20. September 1957 in Zürich) ist ein Schweizer Multimedia-Künstler.

## Leben und Werk
Das Werk des Künstlers besteht aus Digitalkunst, Multimedia, Videoinstallationen, Fotografie und Internet-Projekten, in denen er die sozialen und politischen Systeme thematisiert und die Möglichkeiten der Kunst, Inhalte zum Ausdruck zu bringen
oder sogar zu verändern, untersucht. Bei den Fotografien, wie auch seinen weiteren Arbeiten, richtet Huber „sein Augenmerk auf Stellen, die zwar allgemein geläufig sind, aber dennoch nicht im Mittelpunkt des Interesses stehen: Fahrstühle, Schlafzimmer, Industriebrachen. Sein bildnerischer Ansatz ist dabei zunächst der des notierenden Fotografen: unprätentiös nimmt er mit der Kamera auf, was zu sehen ist“ (Johannes Stahl). So entstehen großformatige, aus mehreren Ansichten zusammengesetzte Bildtafeln, wie eine Arbeit von 1985 im Format 240 × 740 cm, bei der „eine ästhetisierende Lesart (wie schönes Licht, besonderer Ausschnitt oder extreme Perspektive) unterbleibt“ (J. Stahl w.o.).
Auf der documenta X zeigte Huber ein zusammen mit Philip Pocock (* 1954 in Ottawa), Udo Noll (* 1966 in Hadamar/Hessen) und Florian Wenz (* 1958 in München) entwickeltes Internet-Projekt A Description of Equator an Some Other Lands (1997), an dem sich der Besucher interaktiv beteiligen konnte. Er nahm so an einer virtuellen Reise teil, die er selbst beeinflussen konnte. „Jeder kann als Autor selbst erlebte oder erfundene Szenen hochladen, auf Erzählstränge der anderen reagieren und online eine Welt aus ‚lesbaren Körpern‘ schaffen“. Ein vorhergehendes Netzwerkprojekt von Huber und Pocock unter dem Titel Arctic Cicle beschäftigte sich noch mit einer realen Reise in den Norden Kanadas, ein weiteres, Tropic of Cancer, hatte eine Reise als Tourist durch Mexiko zum Thema.
Für die Installation a-side (2000) zeigte er in einer verschachtelten Raumsituation großformatige Schwarzweiß-Fotografien mit verschiedenen banalen Stadtmotiven, die mit kleinerformatigen, sattgrüne Naturidylle zeigenden, Hochglanzfotos kombiniert waren, während auf Fernsehgeräten Videoloops mit einem eintönigen Hintergrundsound abliefen. In der Kunsthalle Nürnberg stellte Huber 2005 ein neues, interaktives Computerspiel als raumgreifende Installation vor, bei der die Wolfsschanze als ehemaliges Führerhauptquartier im Mittelpunkt stand. Das Spiel bot die passende Kulisse für explosive Aktionen, „ließ aber auch die Flucht auf vermeintlich friedlichere Levels zu“.
2008 stellte Huber sein letztes künstlerisches Projekt «Ego alter ego» vor. Danach zog er sich aus der Kunstszene zurück.

## Ausstellungen (Auswahl)
- 1986 Aargauer Kunsthaus, Aarau
- 1989 Museum Abteiberg, Mönchengladbach
- 1991 Kunsthalle Zürich Fotoprojektionen 1989-91
- 1995 Badischer Kunstverein, Karlsruhe, RAM (auch Neues Museum Weserburg Bremen)
- 1996 Bonner Kunstverein, Berechenbarkeit der Welt
- 1997 Kunsthalle St. Gallen; documenta X, Kassel
- 1998 Kunsthaus Zürich, Freie Sicht aufs Mittelmeer; National Museum of Art, Osaka (Japan), Art and Environment
- 1999 Kunstmuseum Solothurn; Kunstverein Heilbronn; Städtische Galerie Nordhorn, Nordhorn
- 2000 Neuer Berliner Kunstverein, Rewind to the Future; Kunsthalle zu Kiel, Desert & Transit
- 2005 Kunsthalle Nürnberg, trouble with fantasy

## Auszeichnungen und Stipendien
- 1985 Eidgenössischer Preis für freie Kunst; Kiefer-Halblitzel-Stipendium
- 1987 Conrad-Ferdinand-Meyer-Preis, Zürich[8]
- 1990 Arbeitsstipendium der Stiftung Kunstfonds, Bonn
- 1993 P.S. 1-Stipendium, New York
- 1995 Stipendium der Stadt Zürich für New York
- 1999 Kunstpreis der Stadt Nordhorn

## Kataloge (Auswahl)
- Photographie: Felix Stephan Huber und Beat Streuli, Aargauer Kunsthaus 1986
- Felix Stephan Huber: 10 Kalenderlandschaften, Kulturamt Konstanz 1989
- Felix Stephan Huber: Provisional, Kunsthalle Innsbruck u. a. 1992
- Felix Stephan Huber: Black Sea Diary, Zürich 1993
- Ausstellungskatalog, Dorothea-von Stetten-Kunstpreis, Kunstmuseum Bonn 1993
- Felix Stephan Huber: RAM – Realität Anspruch Medium, Badischer Kunstverein, Karlsruhe 1994
- Felix Stephan Huber: Berechenbarkeit der Welt, Bonner Kunstverein 1996

## Werke in öffentlichen Sammlungen (Auswahl)
- DG Bank, Frankfurt am Main
- Kunstmuseum Solothurn
- Städtisches Museum Abteiberg, Mönchengladbach
- Kunstmuseum Bern
- Kunsthaus Zürich
- Museum of Modern Art, San Francisco